# Juan Carlos Russo
Juan Carlos Russo fue un exfutbolista argentino que se desempeñaba como delantero.

## Clubes
| Club              | País      | Año         |
| ----------------- | --------- | ----------- |
| River Plate       | Argentina | 1955 - 1956 |
| Atlanta           | Argentina | 1957 - 1958 |
| All Boys          | Argentina | 1959        |
| Sportivo Italiano | Argentina | 1960        |

## Palmarés

### Campeonatos nacionales
| Título                        | Club        | País      | Año  |
| ----------------------------- | ----------- | --------- | ---- |
| Primera División de Argentina | River Plate | Argentina | 1955 |
| Primera División de Argentina | River Plate | Argentina | 1956 |